# Christkindlmarket, Chicago
Christkindlmarket, Chicago är en årlig julmarknad vid Daley Plaza i Chicago, Illinois, USA. Den ingår i Magnificent Mile Lights Festival, och drar över 1 miljon besökare per år.